# ᅒ
ᅒ는 만주어의 /ck/음소를 나타낸다. 용비어천가(7.23)의 "그 곳에 큰 호수가 있는데 진주를 생산한다. 그 속언에 '진주'를 '닌ᅒᅯ시(紉出闊失)'라 하기 때문에 그 곳 이름이 되었다."에 단 한 번 등장하는 자모다. 